# Kemal Tahir
Kemal Tahir (n. 13 martie 1910 - 21 aprilie 1973) a fost un scriitor turc.
A scris romane de investigație realist-psihologică a diferitelor straturi ale societății turce contemporane, în care a evidențiat rolul intelectualilor în mișcarea de eliberare națională.

## Scrieri
- 1955: Valea îndepărtată ("Sağırdere")
- 1956: Oamenii din orașul captiv ("Esir Şehrin İnsanları")
- 1957: Ceață ușoară ("Körduman")
- 1958: Câmpia celor șapte platani ("Yedi Çınar Yaylası")
- 1959: Cocoșatul satului ("Köyün Kamburu")
- 1962: Mehmet, culegătorul de spice ("Kelleci Memet")
- 1962: Izolatul din orașul captiv ("Esir Șehrin Mahpusu")
- 1962: Un grăunte în stepă ("Bozkırdaki Çekirdek")
- 1967: Devlet Ana, capodopera sa, roman care experimentează un nou stil artistic, având ca punct de pornire proza timpurie turcă
- 1970: Turmele ("Büyük Mal")
- 1971: Răspântie ("Yol Ayrımı").